# Torsten Gütschow
Torsten Jens Gütschow (ur. 28 lipca 1962 w Görlitz) – niemiecki piłkarz występujący na pozycji napastnika. Trener piłkarski.

## Kariera klubowa
Gütschow jako junior grał w zespołach Traktor Zodel, Dynamo Görlitz oraz Dynamo Drezno, do którego trafił w 1976 roku. W 1980 roku został włączony do jego pierwszej drużyny, grającej w pierwszej lidze NRD. Zadebiutował w niej 23 sierpnia 1980 w wygranym 3:0 meczu z BSG Wismut Aue. Wraz z Dynamem dwa razy zdobył mistrzostwo NRD (1989, 1990), a także cztery razy Puchar NRD (1982, 1984, 1985, 1990). Trzy razy był też królem strzelców ligi NRD (1989, 1990, 1991), a raz królem strzelców Pucharu UEFA (1989). Po zjednoczeniu Niemiec, od sezonu 1991/1992 występował z Dynamem w rozgrywkach Bundesligi. Pierwszy raz wystąpił w niej 3 sierpnia 1991 przeciwko 1. FC Kaiserslautern (0:1). W sezonie 1991/1992 zajął z zespołem 14. miejsce w Bundeslidze.
W grudniu 1992 roku Gütschow przeszedł do tureckiego Galatasaray SK. W pierwszej lidze tureckiej zadebiutował 5 grudnia 1992 w wygranym 3:1 spotkaniu z Beşiktaşem JK. W sezonie 1992/1993 zdobył z klubem mistrzostwo Turcji oraz Puchar Turcji. W 1993 roku wrócił do Niemiec, gdzie został graczem drugoligowego FC Carl Zeiss Jena. Spędził tam sezon 1993/1994.
Następnie, również po jednym sezonie Gütschow grał w innych drugoligowych drużynach – Hannoverze 96 oraz Chemnitzer FC. W 1996 roku wrócił do Dynama Drezno, grającego już w Regionallidze. W 1999 roku zakończył tam karierę.

## Kariera reprezentacyjna
W reprezentacji NRD Gütschow zadebiutował 15 lutego 1984 w wygranym 3:1 towarzyskim meczu z Grecją, w którym strzelił też gola. W latach 1984–1989 w drużynie narodowej rozegrał 3 spotkania i zdobył 2 bramki.